# Cokoviće
Cokoviće (Servisch cyrillisch Цоковиће) is een plaats in de Servische gemeente Novi Pazar. De plaats telt 20 inwoners (2002).